# جابر مبارک الصباح
جابر مبارک الصباح (به عربی: جابر المبارك الصباح) (زاده ۱۸۶۰ – درگذشته ۵ فوریه ۱۹۱۷) هشتمین حکمران کویت بود. او در سال ۲۸ نوامبر ۱۹۱۵ حکمران کویت شد و در سال ۵ فوریه ۱۹۱۷ درگذشت.